# ويليام ريتشاردسون (لاعب كريكت أسترالي)
ويليام ريتشاردسون (22 أغسطس 1866 بسيدني في أستراليا - 3 يناير 1930) (بالإنجليزية: William Richardson)‏ هو لاعب كريكت أسترالي.

## وصلات خارجية
- ويليام ريتشاردسون على موقع إي آس بي آن كريك إنفو (الإنجليزية)